# 尼克·瓦伦达
尼克·瓦伦达（Nikolas "Nik" Wallenda，1979年1月24日—）是一名美国钢丝表演与特技表演家，他共获得六次吉尼斯世界记录。他自称是一个“钢丝之王”，因多次举办在无任何安全措施保障的情况下、进行走钢丝惊险演出而闻名。2008年10月15日，《今天》现场直播了他在41米高的钢丝上行走并骑自行车，成为当时世界上最高与最长的钢丝自行车表演。
2012年6月15日，他通过走钢丝成功穿越尼亚加拉瀑布，成为史上第一人。

## 生平

### 家族背景
他是飞人瓦伦达（The Flying Wallendas）家族的第七代空中表演成员。他的祖先自从1700年代就从事马戏表演。1920年代卡爾·瓦倫達开始无安全措施的死亡空中表演为大众所瞩目。尼克·瓦伦达是卡爾·瓦倫達（Karl Wallenda）的直系后代，卡爾·瓦倫達也是尼克一生最崇拜的榜样和英雄。由于出生于这个知名的表演世家是一种荣耀，尼克就决心将这个家族的传奇表演延续下去。
该家族的几名成员已经在训练或表演中死亡。1962年，7人金字塔倒塌事故导致其中2人死亡，而尼克的叔叔Mario也因此瘫痪。1978年，73岁的卡爾·瓦倫達在波多黎各表演时从高空掉下而身亡。

### 早年生活
1979年1月24日，尼克生于佛罗里达州的萨拉索塔。父母为 Delilah Wallenda 与 Terry Troffer。小时候他就开始接受马戏表演训练并很有这方面的天赋。1981年在圣迭哥海洋世界扮演小丑是他的首次公开演出。4岁时，他就开始跟父亲学习走钢丝。例如他的父母会扔东西给他，并用BB彈朝他发射以训练他如何保持注意力。6岁时他首次参观尼亚加拉瀑布时就产生了日后从空中跨越它的梦想。
后来，他作为小丑从事杂技表演。13岁他开始了专业的走钢丝演出。在他决定从事延续家族的事业之前，他曾想成为一名医生。他中学毕业没有上大学。1998年，19岁的他与父母、以及其他家庭成员在底特律重新组建了钢丝表演7人金字塔团队。之后，他就一直坚持从事着这项事业，他曾说过“我知道我天生就是干这个的”。

## 重要表演
在2009年，尼克一共完成了15次100英尺以上高度的空中表演。
在2010年，他首次在他家乡萨拉索塔表演：2月4日，他从 One Watergate 公寓楼的顶部走到 Ritz-Carlton Hotel 的顶部，高度为180米。表演持续了12分钟，并在全国电视上播出。2月12到28日，他在 Sarasota马戏团 进行了一系列飞人瓦伦达7人金字塔演出。
2010年8月30日，他在巴哈马的亞特蘭蒂斯度假中心表演。首先，他在79米高的海洋上空骑自行车。这次在30米长的钢丝上骑车，刷新了2008年他创造的吉尼斯世界记录。骑完后，他在充满梭子魚、水虎鱼和鲨鱼危险海洋动物的上空走了610米，成为他职业生涯中路线最长的一次钢丝表演。
2011年6月4日，尼克完成了在波多黎各圣胡安 Condado Plaza Hotel 的两个塔之间30米高的钢丝表演。而 Karl Wallenda 1978年就是在这里出事遇难的。尼克的母亲 Delilah 也加入了这次表演。两人从两端开始走，到中间汇合。
2013年6月23日，他在没有安全绳索的情况下，走钢索横越科罗拉多大峡谷，成为史上第一人。当天表演的钢索直径只有2英寸（50.8毫米），他在离科罗拉多河约457米的上空，用不到23分钟走完了426米长的钢索。
2014年11月2日，他成功在芝加哥摩天大楼间、挑战于倾斜19度的情况下以蒙眼方式走钢丝。

## 个人生活

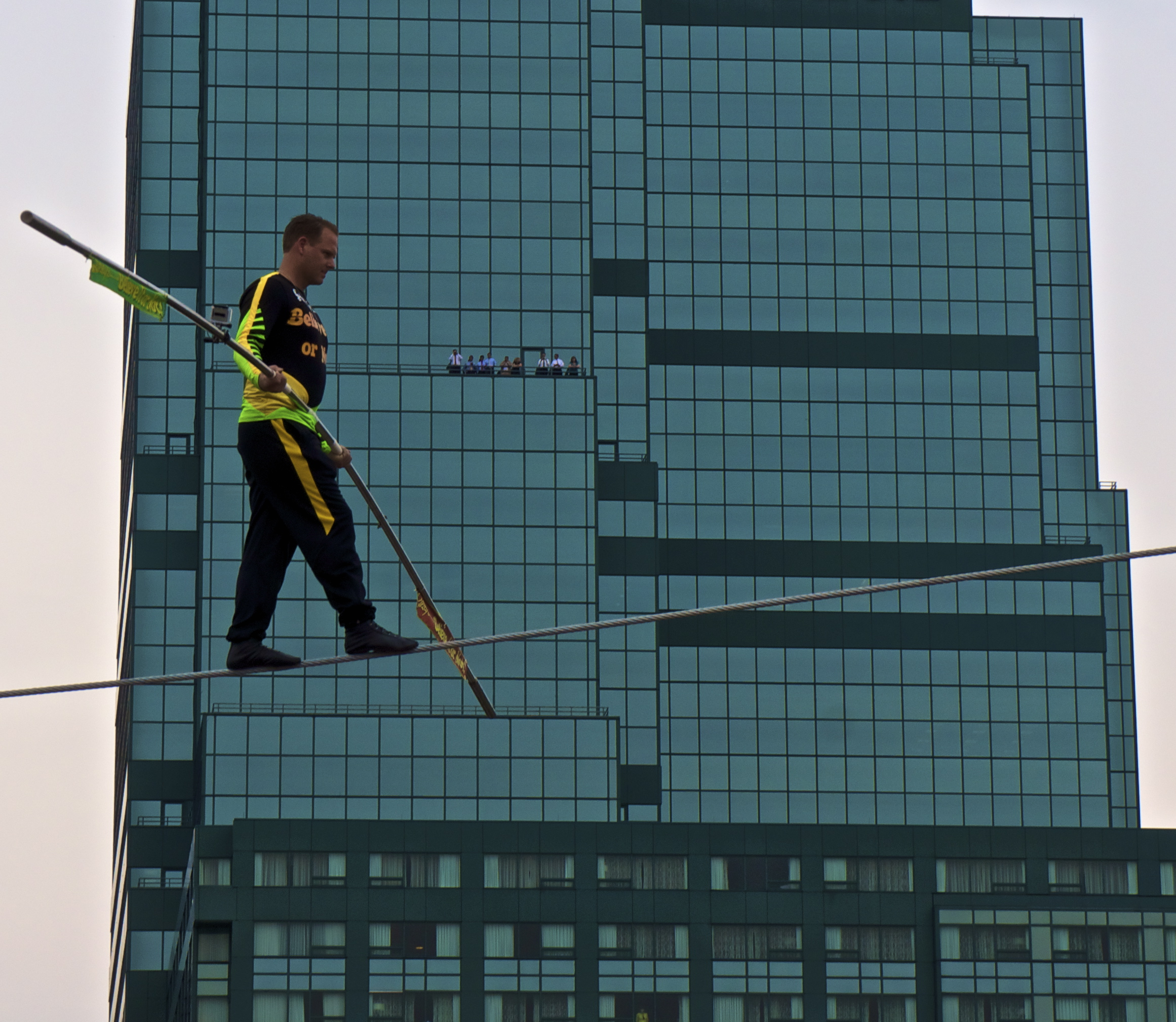
2012年5月9日在巴尔的摩内港的一次表演

1999年，他在蒙特利尔的一次表演时，当着2.5万名观众的面在9.1米高的钢丝上下跪向女友Erendira求婚。
他自我描述为喜欢寻找挑战的人，他说“不要对我说，这是不可能做到的，因为我肯定会尽力办到”。坚持不懈的人才会“做到不可能的事”。他认为自己能从事钢丝表演是上帝恩赐予他的礼物。他出生于一个“信仰圣经、对上帝敬畏的家庭”；“信仰是我生命中最宝贵的一部分”。他说他尽力过“正直的生活”，并希望成为一个榜样。
他与妻子Erendira育有三个子女——Yanni、Amadaos与Evita，两人一起经营着瓦伦达公司（Wallendas Inc）。